# Prnjavor
Prnjavor (cyr. Прњавор) – miasto w Bośni i Hercegowinie, w Republice Serbskiej, siedziba gminy Prnjavor. Leży na północny wschód od Banja Luki. W 2013 roku liczyło 7651 mieszkańców.
Przed II wojną światową rejon Prnjavora oraz samo miasto zamieszkane było przez dużą społeczność polonijną, osiedloną w tym rejonie w czasach monarchii austro-węgierskiej. W latach 1946–1947 zdecydowana większość wspomnianej ludności zdecydowała się na powrót do Polski. Ludzie ci osiedli w zdecydowanej większości na terenie powiatu bolesławieckiego i w samym Bolesławcu.

## Miasta partnerskie
- Belgrad, Serbia
- Prisztina, Kosowo
- Bolesławiec, Polska